# Lazarus Lake

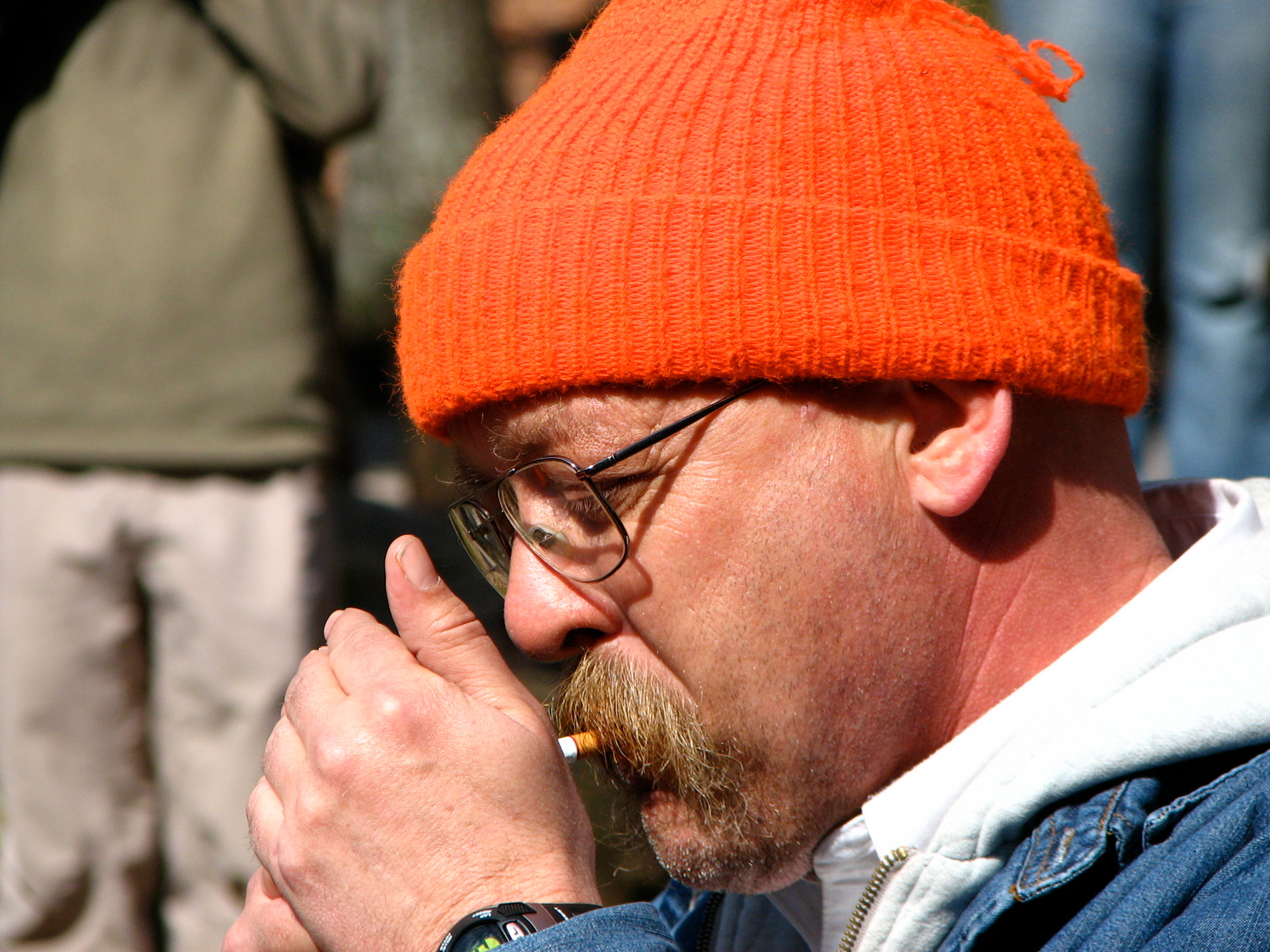
Lazarus Lake

Gary Cantrell, beter bekend als Lazarus Lake, is een langeafstandsloopontwerper. Hij ontwierp onder meer de Barkley Marathons, Big's Backyard Ultra, Barkley Fall Classic, Vol State 500K, A Race for the Ages, Last Annual Heart of the South en The Strolling Jim 40. Cantrell wordt gezien als een legende in de ultraloopgemeenschap.

## Biografie
Cantrell organiseerde zijn eerste ultraloop genaamd The Strolling Jim 40 in 1979, genoemd naar het paard Strolling Jim, dat een Tennessee walking horse was. Deze ultraloop is 41,2 mijl lang. Het is een van de oudste nog steeds actieve ultralopen die georganiseerd worden in de Verenigde Staten. In 1986 werd de eerste editie van de Barkley Marathons gehouden. Deze ultraloop geldt als een van de moeilijkste die er zijn en kent maar een beperkt aantal finishers door een uitdagende combinatie van afstand, hoogteverschil en oriëntatievermogen. In 2006 volgde de Vol State ultramarathon, waarbij de deelnemers de volledige lengte van de staat Tennessee (314 mijl) moeten lopen, en in 2015 de Race For The Ages, waarbij elke deelnemer evenveel uur als zijn leeftijd kreeg om zoveel mogelijk afstand af te leggen. 
In 2011 bedacht Cantrell de Big's Backyard Ultra (genoemd naar zijn hond Big), dat later uitgroeide tot Backyard ultra en waarbij deelnemers elk uur een rondje van 4,167 mijl moeten lopen zodat ze in 24 uur tijd 100 mijl (160 km) hebben gelopen. De winnaar is de loper die nadat de voorlaatste loper heeft opgegeven nog een rondje loopt. In 2020 werd de Big Dog's Backyard Satellite Team Championship gehouden waarin 25 landen het tegen elkaar opnamen en waarin elk land 15 lopers had en de score van het land de score was van alle lopers. De volgende jaren namen steeds meer landen deel.
In 2022 verbraken twee Belgen, Merijn Geerts en Ivo Steyaert, het record door samen 101 rondes af te leggen. Aanvankelijk werd dit record niet erkend omdat ze samen opgaven, maar Cantrell keurde het uiteindelijk toch goed. In 2023 werd hun record verbroken door de Australiër Phil Gore met 102 rondes. Datzelfde jaar werd het record door Harvey Lewis opnieuw verhoogd tot 108 rondes.

## In popcultuur
- In 2014 verscheen de documentaire The Barkley Marathons: The Race That Eats Its Young en in 2017 verscheen de documentaire Where Dreams Go To Die. Daarnaast verscheen Cantrell in verschillende podcast en interviews doorheen de jaren.